# Liniowa cząstkowa informacja
Liniowa cząstkowa informacja (ang. linear partial information, LPI) – metoda podejmowania decyzji bazujących na niepełnej  informacji.
Teoria LPI została opracowana w roku 1970 przez polsko-szwajcarskiego matematyka Edwarda Koflera (1911 - 2007) dla uproszczenia procesów decyzyjnych. W porównaniu z innymi metodami system LPI jest prostszy algorytmicznie i bardziej praktyczny, szczególnie w procesach decyzyjnych. Zamiast stosowania często wątpliwych funkcji charakterystycznych decydent linearyzuje jakikolwiek element niepewności przez wprowadzenie liniowych ograniczeń elementów niepewności: rozkładów prawdopodobieństw albo średnich ważonych. W procesie LPI decydent linearyzuje wszelkie elementy niepewności zamiast wprowadzać funkcje charakterystyczne. Linearyzacji dokonuje się przez wprowadzanie stochastycznych lub niestochastycznych zależności LPI. Układy mieszane składające się ze stochastycznych i niestochastycznych elementów niepewności są najczęściej podstawą procesu LPI. Stosując metodę LPI można rozwiązać niepewną sytuację decyzyjną opierając się na liniowej logice rozmytej.

## Definicja formalna
Jakakolwiek cząstkowa informacja stochastyczna SPI(p), która może być traktowana jako rozwiązanie liniowego układu nierówności nazywa się liniową informacją cząstkową LPI(p) o prawdopodobieństwie p. Może ona wtedy być traktowana przy pomocy LPI jako rozmycie informacji o  p, aby móc zastosować pojęcie liniowej logiki rozmytej.

## Zastosowania
1. zasada MaxEmin - aby osiągnąć maksymalnie gwarantowaną wartość oczekiwaną, decydent musi wybrać taką strategię, która maksymalizuje minimalną wartość oczekiwaną. Proces ten prowadzi do zasady MaxEmin i jest zastosowaniem zasady Bernoulliego.
2. zasada MaxWmin - zasada ta prowadzi do wyznaczenia maksymalnie gwarantowanej sumy ważonej dotyczącej wag granicznych.
3. zasada decyzji przewidywanej (PDP) - zasada ta polega na przewidywaniu interpretacji strategii w sytuacji rozmytej.

## Rozmyta równowaga i stabilność
Mimo rozmycia informacji, należy często wybierać optymalną i najostrożniejszą strategię, na przykład przy planowaniu ekonomicznym, w sytuacjach konfliktowych lub w codziennych sytuacjach decyzyjnych. Jest to niemożliwe bez wprowadzenia pojęcia równowagi rozmytej. Pojęcie stabilności rozmytej traktowane jest jako rozszerzenie pojęcia przedziału czasowego, biorąc pod uwagę odpowiednie pola stabilności decydenta. Im bardziej złożony jest model, tym bardziej niepewna będzie decyzja. Pojęcie równowagi rozmytej opiera się na zasadach optymalizacji. Dlatego też należy zanalizować MaxEmin-, MaxGmin- oraz stabilność decyzji przewidywanej (PDP). Zaniedbanie tej zasady prowadzi niejednokrotnie do błędnych przewidywań i równie błędnych decyzji.

## Punkt równowagi LPI
Rozpatrując dany model decyzyjny LPI jako splot odpowiednich stanów rozmytych lub zbiorów nieuporządkowanych, strategia równowagi rozmytej będzie strategią ostrożną, pomimo obecności stanów rozmytych. Jakiekolwiek odchylenie od tej strategii związane będzie ze stratą decydenta.